# Worodougou
Worodougou je jedním z 31 regionů Pobřeží slonoviny, součást distriktu Woroba. Hlavním městem regionu je Séguéla.

## Reorganizace správního členění
Před rokem 2011 byl Worodougou jedním z 19 regionů, ze kterých sestával stát Pobřeží slonoviny a které představovaly nejvyšší územně-správní celky. Worodougou se dělil do pěti departementů (Dianra, Kani, Kounahiri, Mankono a Séguéla). V roce 2011 vznikl sloučením tohoto regionu s regionem Bafing distrikt Woroba. V roce 2012 došlo k vyčlenění departementů Dianra, Kounahiri a Mankono do nově ustanovaného regionu Béré.